# 涅沙瓦條例
1454涅沙瓦條例（或稱涅沙瓦特權法）為卡齊米日四世．雅蓋隆契克於1454年11月及12月的十三年戰爭期間，針對波蘭特定地區的貴族所頒布的特權法。
霍伊尼采一役戰敗後，在小波蘭地區的貴族施壓下，國王於1454年11月11日在涅沙瓦頒布了小波蘭地區特權法，並於隔日的11月12日頒布了大波蘭地區特權法。幾日後，又針對小波蘭的特定地區頒布個別特權法。不久，以小波蘭特權法為範本的魯塞尼亞地區特權法也跟著問世。至於以大波蘭特權法為基礎的，則有同年11月16日頒布的謝拉茲地區特權法，以及後來適用庫亞維和廣義大波蘭地區的特權法。至於波蘭國王是否曾針對整個王國頒布涅沙瓦通用特權法，此點在學術上尚有爭議。
涅沙瓦條例將以往貴族所擁有的自主權法治化，賦予他們新權利，也干預了國王的自由裁量權。反映出小波蘭與大波蘭間的對立，以及這兩個地區的細部法律差異。條例中最重要的部分在限制國王不得制定新法、號召全民動員，或在未知會各地區的議會成員下增加特別賦稅（小波蘭及羅斯地區的版本中未包含此項）。